# آشیش چادهاری
آشیش چادهاری (انگلیسی: Aashish Chaudhary؛ زادهٔ ۲۱ ژوئیهٔ ۱۹۷۸) یک مانکن (فرد)، و هنرپیشه اهل هند است.
از فیلم های معروف او می توان به بازی در قیامت، رنگ شادی، چشم سوم، باشگاه مبارزه-فقط اعضا، دوست‌دختر و شادکامی دو برابر اشاره کرد.